# Kempton (Indiana)
Kempton is een plaats (town) in de Amerikaanse staat Indiana, en valt bestuurlijk gezien onder Tipton County.

## Demografie
Bij de volkstelling in 2000 werd het aantal inwoners vastgesteld op 380.
In 2006 is het aantal inwoners door het United States Census Bureau geschat op 572, een stijging van 192 (50,5%).

## Geografie
Volgens het United States Census Bureau beslaat de plaats een oppervlakte van
0,4 km², geheel bestaande uit land. Kempton ligt op ongeveer 277 m boven zeeniveau.

## Plaatsen in de nabije omgeving
De onderstaande figuur toont nabijgelegen plaatsen in een straal van 20 km rond Kempton.